# 俞凱爾
俞凱爾（1952年11月24日—），前臺灣電視節目製作人，國立臺灣藝術專科學校廣播電視科（今國立臺灣藝術大學廣播電視學系）畢業，曾任欣欣傳播製作部經理、雷電華傳播製作部經理、中華製作公司副總經理、鑫凱傳播創辦人、東森電視節目部副總經理。
俞凱爾首創臺灣MV製作拍攝法，其領導雷電華傳播製作並親自擔任剪輯的中視甄秀珍電視專輯《甄秀珍專輯：驛》曾經榮獲1985年第20屆金鐘獎剪輯獎。《甄秀珍專輯：驛》以臺灣鐵路管理局淡水線沿途風景為拍攝地點，運用各種不同的光影效果，配合明快節奏的剪接手法，給觀眾一種強烈刺激的視覺新感受，讓俞凱爾榮獲第20屆金鐘獎剪輯獎。《銀河星座》專為當時當紅歌星及具有潛力的歌星製作一系列的專輯，依照各歌星的個性與特徵，設計個人專屬佈景與道具，指派專人負責燈光設計，樂隊現場演奏，歌星現場演唱，現場收音。
1990年代後半期，鑫凱傳播被賣給東森電視。1997年，俞凱爾慶生會，俞凱爾向曾慶瑜求婚，曾慶瑜沒有答應。1999年2月，俞凱爾向東森電視請辭獲准。2003年，俞凱爾退出演藝圈，轉任日月光半導體副總經理。2003年8月27日，俞凱爾應1111人力銀行邀請，首度與其女兒俞西潔（1986年5月25日－）共同出席公開活動。2005年，俞凱爾與交往八年的女友胡晴雯分手。2006年6月13日晚間，俞凱爾與上海籍女子陳鍾影結婚。

## 作品
綜藝節目
- 臺視《我愛彩虹》（中華製作公司製作）
- 臺視《就在今夜》（鑫凱傳播公司製作；與周浩天共同擔任製作人）
- 臺視《就在今日》
- 臺視《今夜星光》（鑫凱傳播公司製作）
- 臺視《玫瑰之夜》（鑫凱傳播公司製作）
- 臺視《綜藝狂想曲》（鑫凱傳播公司製作；與趙家琪共同擔任製作人）
- 臺視《超人氣大現場》（鑫凱傳播公司製作）
- 中視《黃金拍檔》（中華製作公司製作）
- 中視《銀河星座》

電視專輯
- 中視《你來了》（與唐冀共同擔任製作人，鳳飛飛電視專輯）
- 中視《甄秀珍專輯：驛》（甄秀珍電視專輯，雷電華傳播公司製作）
- 中視《林禹勝專輯》（林禹勝電視專輯）
- 中視《曾慶瑜專輯》（曾慶瑜電視專輯）
- 中視《「再一次」專輯：恬妞的昨日、今日、明日》（恬妞電視專輯，中華製作公司製作）

連續劇
- 臺視《那個不多情》（與王玫同任製作人，大禾事業製作）
- 中視《長巷》
- 中視《挑伕》

社教節目
- 公共電視節目《小小消費者》（與呂黛麗同任製作人，春穗傳播錄製）
- 公共電視節目《我們是怎樣長大的》（與楊倩茵同任製作人，鑫凱傳播錄製）

活動轉播
- 第5屆金曲獎頒獎典禮（臺視轉播）

## 資料來源
- 國立台灣藝術大學校友聯絡中心，〈國立台灣藝術大學廣播電視學系歷屆傑出校友名錄〉
- 中華民國電視學會電視年鑑編纂委員會 編纂，《中華民國電視年鑑第四輯：民國七十三年至七十四年》，中華民國電視學會1986年6月30日出版，第81頁。
- 張綾玲，〈蛻變後再出發——鑫凱傳播〉，銘傳女子商業專科學校《一個電視節目的誕生：探訪電視節目製作業》（《傳莘》第八期）第52至55頁，1989年11月15日。
- 林熙祐 台北報導，〈俞凱爾父女檔首度同台亮相　互相吐槽對方最難搞〉，《東森新聞報》2003年8月27日。
- 影劇中心 綜合報導，〈曾慶瑜拒俞凱爾求婚　傳與馬志玲生一女未獲證實〉 （页面存档备份，存于），《NOWnews》2008年12月19日。